# 愛媛県道128号蕪崎土居線
愛媛県道128号蕪崎土居線（えひめけんどう128ごう かぶらさきどいせん）は、愛媛県四国中央市を通る一般県道である。

## 概要
四国中央市土居町蕪崎から土居町中村に至る。

### 路線データ
- 起点：愛媛県四国中央市土居町蕪崎
- 終点：愛媛県四国中央市土居町中村（中村交差点、国道11号交点）
- 総延長：約2.6 km

## 路線状況

### 道路施設

#### 橋梁
- 海通橋（関川、四国中央市）

## 地理

### 通過する自治体
- 四国中央市

### 交差する道路
| 交差する道路                   | 交差する場所 | 交差する場所       |
| ------------------------------ | ------------ | ------------------ |
| 愛媛県道13号壬生川新居浜野田線 | 土居町蕪崎   | 蕪崎郵便局前交差点 |
| 国道11号 国道192号 重複        | 土居町中村   | 中村交差点 / 終点  |

### 交差する鉄道
- 予讃線

### 沿線
- 蕪崎郵便局
- 愛媛県立土居高等学校
- 四国中央市立土居中学校
- JR四国予讃線 伊予土居駅